# Victor Rasuk

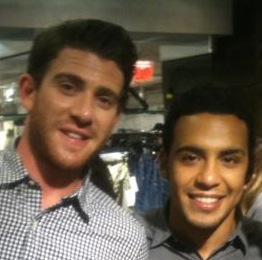
Victor Rasuk (rechts) met Bryan Greenberg

Victor Rasuk (New York, 15 januari 1984) is een Amerikaans acteur.

## Biografie
Rasuk werd geboren in de borough Harlem van de stad New York, zijn ouders zijn emigranten uit de Dominicaanse Republiek. Als tiener nam hij al les in het acteren en op zijn veertienjarige leeftijd begon hij met acteren.

## Filmografie

### Films
Uitgezonderd korte films.
- 2024: Break - als Draper
- 2023: Reptile - als agent Peralta
- 2022: A Christmas Open House - als David Phelps
- 2022: Wildflower - als mr. Vasquez
- 2020: Holy New York - als Sam
- 2018: The Mule - als Rico
- 2018: All About Nina - als Rae
- 2018: Fifty Shades Freed - als José Rodriguez
- 2017: Fifty Shades Darker - als José Rodriguez
- 2015: Fifty Shades of Grey - als José Rodriguez
- 2014: Godzilla - als sergeant Tre Morales
- 2013: jOBS – als Bill Fernandez
- 2012: Being Flynn – als Gabriel
- 2012: El Jefe – als Alfonso Rodriguez
- 2009: Life Is Hot in Cracktown – als Manny
- 2009: The War Boys – als Greg
- 2008: Spinning Into Butter – als Patrick Chibas
- 2008: Che: Part One – als Rogelio Acevedo
- 2008: Stop-Loss – als Rico Rodriguez
- 2007: Feel the Noise – als Javi
- 2007: Adrift in Manhattan – als Simon Colon
- 2006: Bonneville – als Bo
- 2006: I'm Reed Fish – als Frank Cortez
- 2005: Lords of Dogtown – als Tony
- 2004: Haven – als Fritz
- 2002: Rock Steady – als Roc
- 2002: Raising Victor Vargas – als Victor Vargas
- 1999: Flawless – kind uit de buurt

### Televisieseries
Uitgezonderd eenmalige gastrollen.
- 2022 - 2024 Reasonable Doubt - als Mike Ortiz - 10 afl.
- 2023 How I Met Your Father - als Oscar - 2 afl.
- 2020 The Baker and the Beauty - als Daniel Garcia - 9 afl.
- 2019 The Edge of Sleep - als Matteo - 7 afl.
- 2019 Jack Ryan - als Disco - 6 afl.
- 2016 - 2017 Colony - als BB - 4 afl.
- 2014 - 2015 Stalker - als Ben Caldwell - 20 afl.
- 2010 – 2011 How to Make it in America – als Cameron Calderon – 16 afl.
- 2008 – 2009 ER – als dr. Ryan Sanchez – 6 afl.

- Bibsys: 7066978
- Bibliothèque nationale de France: cb14591665x (data)
- Gemeinsame Normdatei: 143756745
- International Standard Name Identifier: 0000 0001 1655 7610
- Library of Congress Control Number: no2004098526
- Nationale Bibliotheek van Tsjechië: xx0242424
- Nationale bibliotheek van Australië: 42351842
- Nationale Bibliotheek van Israël: 987007332256205171
- Nederlandse Thesaurus van Auteursnamen: 264395395
- Système universitaire de documentation: 145677249
- Trove: 1457671
- Virtual International Authority File: 61795237
- WorldCat: E39PBJy8tTmr8xgkKhWy9tptrq